# ハートレー (単位)
ハートレー（hartley、記号 Hart）は、IEC 80000-13で定められた情報量およびエントロピーの単位である。本項目では関連のあるデータ量の単位であるディット(dit)またはバン(ban)についても説明する。
1ハートレーは、起こる確率が1⁄10の出来事が持っている情報量と定義される。
1ハートレーの情報量は、1桁の十進数（1ディットまたは1バン）によって記憶することが出来る。n桁の十進数（nディット）の各桁の数値が一様ランダムである場合に、その十進数が持つ情報量はnハートレーであり、各桁の数値が一様ランダムでない場合は、情報量はnハートレー未満になる。
ディットまたはバンはデータ量の単位であり、厳密にはハートレーとは異なる。バンの10分の1をデシバン(deciban)という。
別の言い方をすると、確率の逆数について、10を底とする対数（常用対数）を取ったものがハートレーである。2を底とする二進対数を使用したものをシャノン(shannon)、ネイピア数(e)を底とする自然対数を使用したものをナット(nat)という。ハートレー・シャノン・ナットの換算は以下のようになる。
1 hartley ≈ 3.322 shannon ≈ 2.303 nat

## 歴史
ハートレーという単位名称はラルフ・ハートレーに因む。彼は1928年に、情報量の測定に、その表現の区別可能な状態の数に等しい対数の底を使用することを提案した。
バン(ban)とデシバン(deciban)は、1940年にアラン・チューリングとI・J・グッドによって発明された。この単位は、毎日変更されるドイツ海軍の暗号機・エニグマの設定を決定するために、バンベリスムスと呼ばれる手順を使用してブレッチリー・パークの暗号解読者によって推定される情報量を測定するのに使用された。その名前は、その過程で使われていた、約30マイル離れたバンベリーの町で印刷された膨大な枚数のカードから名付けられたものである。
グッドは、仮説を支持する証拠の重みの尺度を構築するためのデシバンの逐次総和は本質的にベイズ推定であると主張した。しかし、ドナルド・A・ギリースは、バンは事実上、カール・ポパーによる試行の重要度の尺度と同じであると主張した。
ディット(dit)はdecimal digitの略である。

## オッズの単位としての使用法
デシバンは、特にベイズ因子、オッズ比（その対数はロジットの差に等しい）、証拠の重みの情報の尺度として、ロジット（ログオッズ）の特に有用な単位である。10デシバンは10:1のオッズに、20デシバンは100:1のオッズに対応する。グッドによると、1デシバンの証拠の重みの変化（例えば1:1から約5:4へのオッズの変化）は、人間が仮説に対する確信の度合いを定量化することが合理的に予想されることができるくらい細かい。
整数値のデシバンに対応するオッズは、以下に示すように単純な整数比でよく近似できる。
| デシバン | 正確 な値 | およそ の値 | およそ の比率 | 正確な 比率 | 確率  |
| -------- | --------- | ----------- | ------------- | ----------- | ----- |
| 0        | 100/10    | 1           | 1:1           |             | 50%   |
| 1        | 101/10    | 1.26        | 5:4           |             | 56%   |
| 2        | 102/10    | 1.58        | 3:2           | 8:5         | 61%   |
| 3        | 103/10    | 2.00        | 2:1           |             | 67%   |
| 4        | 104/10    | 2.51        | 5:2           |             | 71.5% |
| 5        | 105/10    | 3.16        | 3:1           | 19:6, 16:5  | 76%   |
| 6        | 106/10    | 3.98        | 4:1           |             | 80%   |
| 7        | 107/10    | 5.01        | 5:1           |             | 83%   |
| 8        | 108/10    | 6.31        | 6:1           | 19:3, 25:4  | 86%   |
| 9        | 109/10    | 7.94        | 8:1           |             | 89%   |
| 10       | 1010/10   | 10          | 10:1          |             | 91%   |